# Persone di cognome Kobayashi
| Questa pagina contiene informazioni ricavate automaticamente dalle voci biografiche con l'ausilio del template Bio e di un bot. L'aggiornamento è periodico e automatico e ricostruisce completamente la pagina. Se manca una persona in questa lista, sei pregato di non aggiungerla, ma accertati piuttosto che la sua voce biografica contenga il template Bio e che i dati anagrafici siano correttamente compilati. Se il template Bio manca, inseriscilo tu stesso o, in alternativa, metti l'avviso {{tmp\|Bio}} che ne segnala la mancanza. Se i dati riportati sono sbagliati, correggi direttamente la voce biografica; le modifiche saranno visibili in questa lista entro pochi giorni. Per chiarimenti vedi il progetto antroponimi. La lista contiene solo le 59 persone che sono citate nell'enciclopedia e per le quali è stato implementato correttamente il template Bio. Pagina aggiornata al 17 ott 2024. |

Questa è una lista di persone presenti nell'enciclopedia che hanno il cognome Kobayashi, suddivise per attività principale.

## Allenatori di calcio(1)
- Yoshiyuki Kobayashi, allenatore di calcio e ex calciatore giapponese (Saitama, n. 1978)

## Ammiragli(1)
- Masami Kobayashi, ammiraglio giapponese (Prefettura di Yamagata, n. 1890 - † 1977)

## Artisti marziali(1)
- Hirokazu Kobayashi, artista marziale giapponese (n. 1929 - † 1998)

## Astronomi(2)
- Jurō Kobayashi, astronomo giapponese (Kumamoto, n. 1949)
- Takao Kobayashi, astronomo giapponese (Ashikaga, n. 1961)

## Attori(1)
- Akiji Kobayashi, attore giapponese (Tokyo, n. 1930 - Yokohama, † 1996)

## Attrici(4)
- Mao Kobayashi, attrice e modella giapponese (Tokyo, n. 1992)
- Mao Kobayashi, attrice e conduttrice televisiva giapponese (Ojiya, n. 1982 - Meguro, † 2017)
- Seiran Kobayashi, attrice e cantante giapponese (Tokyo, n. 2004)
- Toshiko Kobayashi, attrice giapponese (Tsukiji, n. 1932 - Tokyo, † 2016)

## Calciatori(13)
- Daigo Kobayashi, ex calciatore giapponese (Fuji, n. 1983)
- George Kobayashi, ex calciatore giapponese (São Paulo, n. 1947)
- Masamitsu Kobayashi, ex calciatore giapponese (Prefettura di Tochigi, n. 1978)
- Seigō Kobayashi, calciatore giapponese (Kōbe, n. 1994)
- Shōta Kobayashi, ex calciatore giapponese (Minamiashigara, n. 1991)
- Tadao Kobayashi, ex calciatore giapponese (Prefettura di Kanagawa, n. 1930)
- Teruaki Kobayashi, ex calciatore giapponese (Tōkai, n. 1979)
- Yū Kobayashi, calciatore giapponese (Aomori, n. 1987)
- Yūki Kobayashi, ex calciatore giapponese (Morioka, n. 1988)
- Yūki Kobayashi, calciatore giapponese (Tokyo, n. 1992)
- Yūki Kobayashi, calciatore giapponese (Kōbe, n. 2000)
- Yūsuke Kobayashi, calciatore giapponese (Urawa, n. 1994)
- Yūzō Kobayashi, ex calciatore giapponese (Tokyo, n. 1985)

## Calciatrici(2)
- Rikako Kobayashi, calciatrice giapponese (Prefettura di Hyōgo, n. 1997)
- Yayoi Kobayashi, ex calciatrice giapponese (Tokyo, n. 1981)

## Combinatisti nordici(1)
- Norihito Kobayashi, ex combinatista nordico giapponese (Kitaakita, n. 1982)

## Compositrici(1)
- Saori Kobayashi, compositrice, cantante e pianista giapponese

## Danzatrici(1)
- Hikaru Kobayashi, ballerina giapponese (Tokyo, n. 1976)

## Designer(1)
- Makoto Kobayashi, designer giapponese (Tokyo, n. 1960)

## Dirigenti d'azienda(1)
- Yōtarō Kobayashi, dirigente d'azienda giapponese (Londra, n. 1933 - Tokyo, † 2015)

## Doppiatori(2)
- Kiyoshi Kobayashi, doppiatore giapponese (Tokyo, n. 1933 - † 2022)
- Osamu Kobayashi, doppiatore giapponese (Tokyo, n. 1934 - Tokyo, † 2011)

## Doppiatrici(4)
- Sanae Kobayashi, doppiatrice giapponese (Shizuoka, n. 1980)
- Yumiko Kobayashi, doppiatrice giapponese (Yōkaichiba, n. 1979)
- Yū Kobayashi, doppiatrice giapponese (Tokyo, n. 1982)
- Yūko Kobayashi, doppiatrice giapponese (Tokyo, n. 1961)

## Fisarmonicisti(1)
- Yasuhiro Kobayashi, fisarmonicista, arrangiatore e compositore giapponese (Nagano, n. 1959)

## Fisici(1)
- Makoto Kobayashi, fisico giapponese (Nagoya, n. 1944)

## Fondiste(1)
- Miyuki Kobayashi, ex fondista giapponese

## Goiste(1)
- Izumi Kobayashi, goista giapponese (n. 1977)

## Goisti(2)
- Kōichi Kobayashi, goista giapponese (Asahikawa, n. 1952)
- Satoru Kobayashi, goista giapponese (n. 1959)

## Informatici(1)
- Hiroyuki Kobayashi, informatico giapponese (Nagoya, n. 1972)

## Lottatori(1)
- Takashi Kobayashi, ex lottatore giapponese (n. 1963)

## Mafiosi(1)
- Kusuo Kobayashi, mafioso giapponese (n. 1930 - † 1990)

## Marciatori(1)
- Kai Kobayashi, marciatore giapponese (Tokyo, n. 1993)

## Medici(1)
- Sanzaburo Kobayashi, medico e chirurgo giapponese (Harima, n. 1863 - † 1926)

## Nuotatrici(1)
- Uta Kobayashi, nuotatrice artistica giapponese (n. 2002)

## Piloti automobilistici(1)
- Kamui Kobayashi, pilota automobilistico giapponese (Amagasaki, n. 1986)

## Pittori(1)
- Kokei Kobayashi, pittore giapponese (Prefettura di Niigata, n. 1883 - Tokyo, † 1957)

## Poeti(1)
- Kobayashi Issa, poeta e pittore giapponese (n. 1763 - † 1828)

## Pugili(1)
- Hiroshi Kobayashi, ex pugile giapponese (Gunma, n. 1944)

## Registi(1)
- Masaki Kobayashi, regista e sceneggiatore giapponese (Otaru, n. 1916 - Tokyo, † 1996)

## Saltatori con gli sci(2)
- Junshirō Kobayashi, saltatore con gli sci e ex combinatista nordico giapponese (Hachimantai, n. 1991)
- Ryōyū Kobayashi, saltatore con gli sci giapponese (Hachimantai, n. 1996)

## Sassofoniste(1)
- Kaori Kobayashi, sassofonista e flautista giapponese (Kawasaki, n. 1981)

## Scrittori(1)
- Takiji Kobayashi, scrittore giapponese (Ōdate, n. 1903 - Tokyo, † 1933)

## Wrestler(2)
- Kenta Kobayashi, wrestler giapponese (Sōka, n. 1981)
- Strong Kobayashi, wrestler e attore giapponese (Hongō, n. 1940 - Ōme, † 2021)